# Transportterminal
De Transportterminal (Russisch: Транспортный терминал; Transportny terminal), volledige naam Multifunctioneel Terminalcomplex "Moscow-City" (Многофункционального Терминального Комплекса «Москва-Сити»), is een vervoerscomplex in aanbouw op perceel 11 van het zakendistrict Moscow-City in de Russische hoofdstad Moskou. Het complex heeft een vloeroppervlak van 228.000 m² en een oppervlak van 1,137 hectare en zal gaan bestaan uit een vervoersknooppunt met overstapmogelijkheden op diverse metrolijnen, spoorlijnen en een hogesnelheidslijn (onderdeel van het toekomstige Hogesnelheidsnetwerk van Moskou; STS), waarvan begin 2008 het traject werd ontworpen naar Luchthaven Vnoekovo (het deel dat nog moet worden aangelegd van Moscow-City tot Moskva Kievskaja), met nog twee lijnen gepland naar de beide andere lokale luchthavens Sjeremetjevo en (later) Domodedovo. Naast de terminal die 2 verdiepingen zal tellen en 16,4 meter hoog moet worden moeten een kantorenflat van 42 verdiepingen, een kantorenflat van 33 verdiepingen en een 5-sterrenhotel (Sofitel) van 21 verdiepingen verrijzen. In en onder de torens, die door atriums op twee plekken met elkaar zijn verbonden, moeten 106 kantoren, nog 2 hotels, een kliniek, conferentiezaal en een parkeergarage met 1250 plekken komen. In de terminal moeten bovengronds ook winkels en restaurants verschijnen.
De bouw van het complex zou beginnen in 2004, maar de ondergrond bleek te onstabiel voor het gekozen ontwerp (van het Duitse architectenbureau Behnish & Behnish Architekten) en een nieuw ontwerp moest worden opgesteld (door het Amerikaanse architectenbureau NBBJ), zodat de bouw werd uitgesteld tot 2006. Het gebouw staat momenteel gepland voor voltooiing in het vierde kwartaal van 2010 (was 2009).